# Багирзаде, Сугра Садых кызы
Сугра Садых кызы Багирзаде (азерб. Suğra Sadiq qızı Bağırzadə; род. 10 февраля 1947, Баку) — азербайджанская актриса, художница, флорист, Заслуженная артистка Азербайджанской Республики (2008), основатель Общественного объединения поддержки искусства «Флористика».

## Биография
Сугра Багирзаде родилась 10 февраля 1947 года в городе Баку. С детства проявляла большой интерес к искусству. Её первым успехом стала песня «Джуджалярим» (Мои цыплята), исполненная на декаде азербайджанской культуры в Москве в 1959 году на сцене Большого театра. В исполнении Сугры Багирзаде и в сопровождении Государственного симфонического оркестра Азербайджана под руководством маэстро Ниязи песня «Джуджялярим» вошла в сборник «Лучшие детские голоса мира».
В 12 лет талантливую девочку пригласили на киностудию «Азербайджанфильм» в качестве актрисы дубляжа. Учась в 8 классе, она снялась в короткометражном фильме «Дороги и улицы» режиссёра Зейнаб Казымовой. В 1963 году была приглашена на главную роль Етяр в фильм Агарзы
Гулиева «Улдуз», который стал очень популярным в середине 1960-х.
Окончив в 1970 году инженерно-технологический факультет Азербайджанской Нефтяной Академии, Сугра Багирзаде вернулась на киностудию в должности инженера, параллельно продолжив карьеру актрисы и снявшись во многих фильмах.
Сугра Багирзаде является членом Союза художников, Союза кинематографистов Азербайджана и Конфедерации кинематографистов стран СНГ и Балтии.
С 2004 года Сугра Багирзаде также является членом Всемирного совета флористов. В этот совет входят 27 стран. Она первый и единственный представитель не только Азербайджана, но и всего тюркского мира в этом совете. У неё более 200 работ, которые выставлялись в Латвии, России, Франции, Малайзии, Новой Зеландии, Великобритании, Хорватии, Японии и Китае.
Является автором книги «Флористика», впервые изданной на азербайджанском языке.

## Признание и награды
- «Заслуженная артистка Азербайджана» (2008) — звание присвоено согласно Указу Президента Азербайджанской Республики от 1 августа 2008 года № 2960.
- «Почётный доктор» (2015), Медаль «Международная Золотая Звезда» (2015), «Культурный деятель года Тюркского мира» (2015) — награды присвоены Международной академией наук тюркского мира за вклад в культуру тюркского мира и развитие азербайджано-турецких связей.[4]
- Диплом «Новое профессиональное направление в индустрии флористики» (2016) — присуждён Всемирным Советом Флористов за уникальность художественных работ и инновационные технологии, применённые при их создании.
- Почётный диплом (2016) — за участие в Международной выставке дизайнеров-флористов в Санкт-Петербурге.
- Диплом «В знак признания другу Петергофа» (2016) — за оригинальность представленной коллекции, посвящённой 300-летию Петергофа.
- Орден «Долг и честь» (2016), орден «Польза, честь и слава» (2016) — присуждены Советом общественных наград Организации Объединённых Наций (UNCOPA).[5]
- Медаль «Терегги» (Прогресс) (2018) — вручена 1 августа 2018 года согласно распоряжению № 376 Президента Азербайджанской Республики.[6]
- Диплом «Посол культуры и мира» (2018) — присужден Советом общественных наград ООН (UNCOPA) за заслуги в мировой культуре.
- Медаль «Леонардо да Винчи» (2021) — присуждена Советом общественных наград ООН (UNCOPA) за выдающийся вклад в мировую культуру.[7]

## Фильмография
- 1961 — «Дороги и улицы» («Азербайджанфильм»).
- 1963 — «Улдуз» («Азербайджанфильм»).
- 1974 — «Человек родился» («Азербайджанфильм»)
- 1976 — «Яблоко как яблоко» («Азербайджанфильм»).
- 1977 — «Сегодня, завтра и…» (Россия).
- 1977 — «Лев ушёл из дома» 2 серия («Азербайджанфильм»).
- 1993 — «Ловушка» («Азербайджанфильм»).
- 1995 — «Мои цыплята» АзТВ).
- 2001 — «Сон» («Азербайджанфильм»).
- 2003 — «Расстрел отменяется» («Азербайджанфильм»).
- 2004 — «Последний свидетель» 4 серия (АзТВ).
- 2010 — «Черный рынок» (студия M&M).
- 2011 — «Острее меча». (реж. А. Мурадов).
- 2014 — «13-й отдел» (по заказу телеканала «Мир»).
- 2015-2016 — «Жизнь, ты так удивительна» (Хазар ТВ).
- 2016 — «Поезд под названием Время». (реж. К. Мусаев)
- 2019 — «Качели над Каспием» (реж. Г. Аскеров)
- 2021 — «Письмо чести» (реж. Р. Гусейнов)
- 2023 — «Острое блюдо» (сериал, Россия)